# Pliszka srokata
Pliszka srokata (Motacilla aguimp) – gatunek małego ptaka z rodziny pliszkowatych (Motacillidae), zamieszkujący prawie całą Afrykę Subsaharyjską (oprócz obszarów pustynnych) oraz południowy Egipt wzdłuż Nilu.
MorfologiaDługość ciała około 20 cm, masa ciała 22–33 g. Nieco większa od pliszki siwej, bardziej krępa i z krótszym ogonem. Dymorfizm płciowy słabo zaznaczony.
Ekologia i zachowanieWystępuje na otwartych przestrzeniach na sezonowo zalewanych obszarach trawiastych, wzdłuż piaszczystych brzegów zbiorników wodnych, na obszarach suchych w pobliżu źródeł wody przy osiedlach ludzkich. Podobnie jak pliszka siwa nie stroni od ludzi i obszarów zmienionych przez człowieka. Monogamiczna, terytorialna, zwykle do trzech lęgów w roku, samica składa 2–5 jaj. Zjada owady i inne drobne bezkręgowce, kijanki, drobne ryby, nasiona traw, a także resztki ludzkiego pożywienia.
StatusIUCN uznaje pliszkę srokatą za gatunek najmniejszej troski (LC, Least Concern). Liczebność populacji nie została oszacowana, ale ptak ten opisywany jest jako pospolity w większości zasięgu występowania. Ze względu na brak dowodów na spadki liczebności bądź istotne zagrożenia dla gatunku BirdLife International uznaje trend liczebności populacji za prawdopodobnie stabilny.
SystematykaWyróżnia się dwa podgatunki M. aguimp:
- M. a. vidua Sundevall, 1850 – Sierra Leone i Mali do Sudanu Południowego i północno-zachodniej Kenii, na południe po Angolę, północną i wschodnią Botswanę oraz wschodnią RPA, ponadto południowy Egipt do południowej Somalii
- M. a. aguimp Temminck, 1820 – południowa Namibia do środkowej RPA